# Belvís de Monroy
Belvís de Monroy è un comune spagnolo di 664 abitanti situato nella comunità autonoma dell'Estremadura.